# 응구니족
응구니족(Nguni, AmaNguni)은 농경과 목축업에 종사하는 반투인의 민족 계통 분류로, 고대에 철기 문화를 가지고 중부 아프리카에서 남부 아프리카 지역으로 이주해온 것으로 추정된다.

## 종류
- 스와티인
- 은데벨레인
- 가자족